# Ilyophinae
Die Ilyophinae sind eine Unterfamilie der Grubenaale (Synaphobranchidae). Sie leben im Atlantik, Pazifik und Indischen Ozean, meist in größeren Tiefen.

## Merkmale
Die Arten der Ilyophinae erreichen Körperlängen von 20 bis 80 cm. Sie ernähren sich von bodenbewohnenden, wirbellosen Tieren und zeigen eine besondere Anpassung an das Knacken von hartschaligen Wirbellosen. Dazu ist ihr Schädel durch einen von Prämaxillare, Siebbein, Parasphenoid und Keilbein gebildeten dicken Mittelkiel verstärkt. Im Oberkiefer und auf dem Gaumen befinden sich kräftige Zahnplatten. Infolge der Entwicklung des Schädelkiels ist die Orbita, die knöcherne Augenhöhle, verkleinert und die Augen sehr klein, während die Geruchsorgane lang und vergrößert sind.

## Gattungen und Arten
- Gattung Atractodenchelys Robins & Robins, 1970
  - Atractodenchelys phrix Robins & Robins, 1970
  - Atractodenchelys robinsorum Karmovskaya, 2003
- Gattung Dysomma Alcock, 1889
  - Dysomma alticorpus Fricke et al., 2018
  - Dysomma anguillare Barnard, 1923
  - Dysomma brevirostre (Facciolà, 1887)
  - Dysomma brachygnathos Ho & Tighe, 2018
  - Dysomma bucephalus Alcock, 1889
  - Dysomma dolichosomatum Karrer, 1982
  - Dysomma formosa Ho & Tighe, 2018
  - Dysomma fuscoventralis Karrer & Klausewitz, 1982
  - Dysomma goslinei Robins & Robins, 1976
  - Dysomma longirostrum Chen & Mok, 2001
  - Dysomma melanurum Chen & Weng, 1967
  - Dysomma muciparus (Alcock, 1891)
  - Dysomma opisthoproctus Chen & Mok, 1995
  - Dysomma polycatodon Karrer, 1982
  - Dysomma robinsorum Ho & Tighe, 2018
  - Dysomma taiwanensis Ho et al., 2015
  - Dysomma tridens Robins, Böhlke & Robins in Robins & Robins, 1989
- Gattung Dysommina Ginsburg, 1951
  - Dysommina orientalis Tighe, Hsuan-Ching & Hatooka, 2018
  - Dysommina proboscideus (Lea, 1913)
  - Dysommina rugosa Ginsburg, 1951
- Gattung Ilyophis Gilbert, 1891Ilyophis brunneus

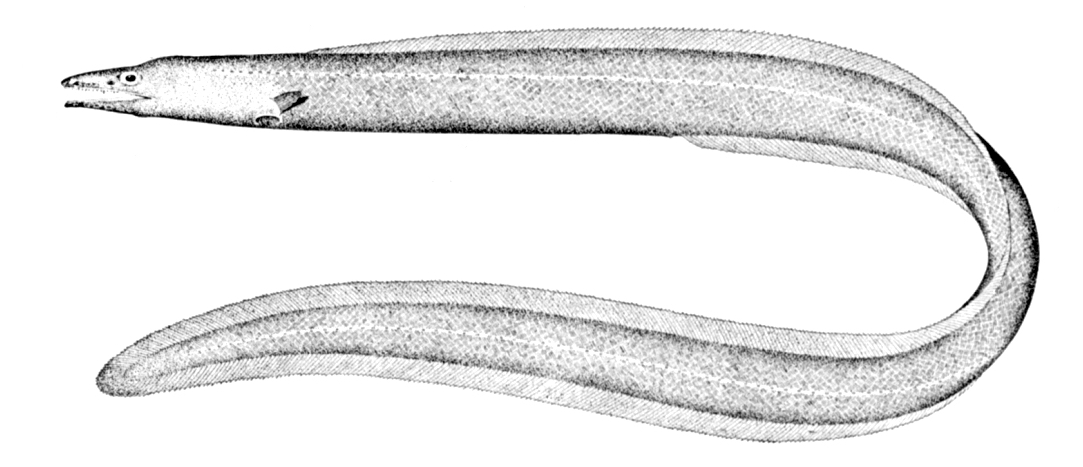
Ilyophis brunneus

  - Ilyophis arx Robins in Robins & Robins, 1976
  - Ilyophis blachei Saldanha & Merrett, 1982
  - Ilyophis brunneus Gilbert, 1891
  - Ilyophis nigeli Shcherbachev & Sulak in Sulak & Shcherbachev, 1997
  - Ilyophis robinsae Sulak & Shcherbachev, 1997
  - Ilyophis saldanhai Karmovskaya & Parin, 1999
  - Leptocephalus rostratus Schmidt, 1909
- Gattung Linkenchelys Smith, 1989
  - Linkenchelys multipora Smith, 1989
- Gattung Meadia Böhlke, 1951
  - Meadia abyssalis (Kamohara, 1938)
  - Meadia roseni Mok, Lee & Chan, 1991
- Gattung Thermobiotes Geistdoerfer, 1991
  - Thermobiotes mytilogeiton Geistdoerfer, 1991